# 璽光尊
璽光尊（1903年4月22日—1983年8月16日）是日本新興宗教璽宇教的教主，也是自稱天皇之一。本名長岡良子。

## 生平
璽光尊於1903年（明治三十六年）出生在岡山縣御津郡江與味村（今久米郡美咲町江與味）的一個農民家庭裡。當時的名字是大澤奈賀。」璽宇教認為她是池田詮政侯爵與夫人安喜子女王流落民間的後裔（御落胤）。
她在高等小學校畢業後，成為了眼科診療所的一名實習護士。20歲正式成為護士，進入神戶的一所護士養成學校。畢業後回到了眼科診療所。
25歲時嫁給了日本郵船的社員，戶籍名改為長岡奈賀。結婚三年後屢次莫名其妙發高燒，並在假死狀態下以神的名義說話。診斷結果她得了一種脊髓灰質炎。
1934年自稱接受了神的啟示，決定在國家非常時期裡救濟眾生。不久被迫於丈夫離婚，大約在1935年左右分居。此後在東京都的蒲田區召見信徒並為之祈禱，接見了大本教心靈現象研究小組「菊花會」的成員、事業家峰村恭平。1941年，峰村恭平創建了璽宇，長岡奈賀加入了該組織。但後來峰村恭平事業失敗，威信全失。長岡奈賀趁機示以威嚴，信徒大集。
1945年5月25日，璽宇的本部峰村邸在東京大空襲中被燒毀，信徒疏散到了山中湖畔峰村的別邸。長岡事實上已經將該組織變成了宗教團體，並業已成為璽宇教事實上的教主。長岡奈賀改名為長岡良子，而當時的皇后香淳皇后的名諱也叫「良子」。同年6月25日自稱「璽光尊」。
1945年日本投降後，同年11月15日正式進行成立宗教的儀式，再次舉行宗教活動。翌年昭和天皇發表人間宣言，宣稱天皇不再是天照大神在人間的代表。長岡趁機自稱天璽照妙光良姬皇尊（簡稱璽光尊），並自稱「神聖天皇」，將自己的住所改名為「璽宇皇居」。5月教團宣佈改年號昭和為「靈壽」，制定國旗、憲法，並自行發行紙幣。教團內還設置了兵部卿、文部卿等虛擬內閣；同時命令麥克阿瑟前來璽宇皇居朝見。
璽光尊預言東京將會發生大地震，並將教團本部遷往石川縣金澤市。在當地由於宣傳末日思想而信徒大增。這引起了駐日盟軍總司令部（GHQ）的關注，命令日本警察潛入該教團臥底。
最終GHQ確定其行為違反波茨坦宣言並有欺詐嫌疑，1947年1月27日警方突襲了璽宇皇居，以違反食糧管理法的罪名將璽光尊和高級成員逮捕。狂熱信徒雙葉山定次試圖將璽光尊救出，因有妨礙公務執行嫌疑而被捕。同年11月璽光尊因被鑒定為患有「誇大妄想性癡呆症」而不予起訴。
此事件使璽宇教勢力受到沉重打擊，教徒們紛紛脫離璽宇教。後來璽光尊一行輾轉東京、靜岡、青森、箱根等地，但信徒日益減少。最終在神奈川縣橫濱市在少數信徒陪伴下度過晚年，80歲時死去。

## 逸事
曾進入璽宇皇居的德川夢聲稱璽光尊是一位長得像九條武子似的美女；但曾審問璽光尊的石川縣警察部公安課長卻稱她長相酷似阿部定。
著名相撲力士雙葉山定次、圍棋棋手吳清源曾加入璽宇教。吳清源在其自傳《中的精神》《天外有天》中有對璽光尊的描寫。此外，小說家川端康成、文藝評論家龜井勝一郎、詩人金子光晴、平凡社創始人下中彌三郎都是璽光尊的朋友。

## 脚注
1. 1 2 3 4 5 6 7 8 9 10  別冊宝島1199号 《日本「靈能者」列傳》（宝島社 2005年10月）ISBN 978-4796648066
2. ↑  井上順孝等編《新宗教團體・人物事典》（弘文堂、1996年）